# Tiempo de amor
Tiempo de amor és una pel·lícula dramàtica de 1964 dirigida per Julio Diamante Stihl, un dels més destacats de l'anomenat "nou cinema espanyol", amb un guió escrit per ell mateix i la seva esposa Elena Sáez. Protagonitzada per Julia Gutiérrez Caba i Agustín González, mostra influències de Louis Malle, Valerio Zurlini o Ermanno Olmi.

## Sinopsi
La pel·lícula mostra algunes de les diferents facetes de l'amor mitjançant tres històries independents: Elvira i Alfonso, que porten deu anys de festeig amb castedat amb la falsa il·lusió que ell aprovi unes oposicions. Maria, una empleada d'uns magatzems, que intenta perdre la virginitat amb Servando, un playboy llatinoamericà que l'acaba decebent. Pilar i José, un matrimoni jove amb difultats econòmiques, que lluita per mantenir viva la flama del seu amor.

## Repartiment
- Julia Gutiérrez Caba - Elvira
- Agustín González - Alfonso
- Enriqueta Carballeira - María
- Julián Mateos - Servando
- Carlos Estrada - José
- Lina Canalejas - Pilar

## Premis
Medalles del Cercle d'Escriptors Cinematogràfics
| Any  | Categoria                    | Pel·lícula            | Resultat   |
| ---- | ---------------------------- | --------------------- | ---------- |
| 1964 | Millor actriu de repartiment | Enriqueta Carballeira | Guanyadora |